# Mia Guillem
Mia Guillem este un personaj ficțional din seria anime și manga Kaleido Star. Este o prietenă apropiată a Sorei, al doilea episod prezentând-o când acceptă prezența Sorei la Kaleido Stage după executarea Phoenixului de Aur. Mai târziu devine persoana care va introduce mai multă literatură în Kaleido Stage, fiind scenaristă.
Mia este dublată de către actrița Chinami Nishimurai în varianta japoneză și de către Nancy Novotny  în varianta din limba engleză.

## Descriere

### Copilăria
În timp ce viziona Acrobația Îngerului executată de Sora, Mia a afirmat că în copilărie scria povești pe care le citea bunicii. Poveștile sale mereu o amuzau pe aceasta.

### Adolescența
În adolescență, Mia își părăsește țara natală, Olanda, și ia parte la probele de la Kaleido Stage, pe care le trece cu succes. Astfel se împrietenește cu Anna Heart, și nu o agreează pe Sora Naegino la început datorită mijloacelor prin care a devenit membră a circului. Atunci când Sora este pusă să execute Phoenix-ul de Aur, Mia și Anna îi sar în ajutor și devin cele mai bune prietene. Mia este o acrobată excepțională de la Kaleido Stage, primind încă de la început un rol important, cel al Zânei cea Bună în Cenușăreasa alături de Layla Hamilton. Datorită talentului la scris, Mia primește spre sfârșitul primei serii atribuțiile de scenarist. Ea este totodată autoarea Triplei Iluzii, pe care a executat-o alături de Sora și Anna. Mia este foarte apropiată de bunica sa și o apreciază foarte tare pe Cathy Timor, regizoarea de pe Broadway. La Kaleido Stage, Mia este o persoană foarte importantă pentru bunul mers al lucrurilor.

## Înfățișare
Mia are părul lung și roșcat, tot timpul prins în două cozi și ochii albaștrii. Aceasta poartă întotdeauna rochii colorate și înflorate. Costumul său de antrenament este roșu, cu poante.

## Kaleido Stage

### Roluri
| Numele reprezentației        | Tipul rolului | Personajul interpretat | Partener                 |
| ---------------------------- | ------------- | ---------------------- | ------------------------ |
| Cenușăreasa                  | Secundar      | Zâna cea Bună          | Sora Naegino, Anna Heart |
| Mica Sirenă                  | Secundar      | Prințesa rivală        | -                        |
| Bătălia Diabolo              | Principal     | -                      | -                        |
| Nopțile Arabe                | Secundar      | -                      | -                        |
| Libertatea                   | Secundar      | Membru                 | -                        |
| Saiyuki, călătorie spre Vest | Secundar      | Purceluș               | -                        |
| Dracula                      | Secundar      | Vampiriță patinatoare  | Sora Naegino, Anna Heart |
| Kids Stage                   | Secundar      | -                      | -                        |